# 宮川洋一
宮川 洋一（みやがわ よういち、1928年3月28日 - 2001年3月19日）は、日本の俳優、声優。北海道釧路市出身。

## 来歴
北海道釧路湖陵高等学校卒業、早稲田工手学校中退。
緑ヶ丘音楽舞踊学校、劇団言葉座、劇団新作座、衣笠プロ、テレビ8プロ、グループりんどうを経て、1964年、劇団東芸に入団。その後は演劇舎燦、エー・アンド・イーなどに所属していた。
洋画の吹き替えで知られ、ウィルフォード・ブリムリーやリチャード・アッテンボローなどを担当したほか、『ウルトラセブン』のマナベ参謀役など特撮ドラマの実写作品にも出演。東宝や石原プロモーション製作の刑事ドラマへの出演も数多い。
2001年3月19日死去。72歳没。

## 後任・代役
宮川の死後、持ち役を引き継いだ人物は以下の通り。
| 後任・代役 | キャラクター名                             | 概要作品                                             | 後任・代役の初担当作品           |
| ---------- | ------------------------------------------ | ---------------------------------------------------- | -------------------------------- |
| 塚田正昭   | フランクランド                             | 『冒険野郎マクガイバー』                             | TBA                              |
| 上田敏也   | ピーター・ソートン                         | 『シャーロック・ホームズの冒険 バスカビル家の犬』    | 完全版追加録音部分               |
| 大矢兼臣   | ハンク・ライダー                           | 『おしどり探偵 ばしばし屋』                          | 完全版追加録音部分               |
| 後藤哲夫   | ウエズレー准将                             | 『宇宙大作戦』第2シーズン「恐怖のコンピューターM-5」 | デジタルリマスター版追加録音部分 |
| 大木民夫   | オデイン                                   | 『宇宙大作戦』第3シーズン「長寿惑星ギデオンの苦悩」  | デジタルリマスター版追加録音部分 |
| 佐々木敏   | ナレーション / ジョン・H・ワトスン（老齢） | 『ヤング・シャーロック/ピラミッドの謎』フジテレビ版  | WOWOW版追加録音部分              |
| 小島敏彦   | 創造主                                     | 『バンデットQ』                                      | 35周年Blu-ray版追加録音部分      |
| 山田浩貴   | ドクター・コッパー                         | 『遊星からの物体X』                                  | Netflix配信版追加録音部分        |
| 原田晃     | ワイアット・ターナー大佐                   | 『荒鷲の要塞』日本テレビ新版                         | ムービープラス版追加録音部分     |

## 出演作品（俳優）

### テレビドラマ
- 東芝日曜劇場 / 赤さび（1960年、TBS）
- 隠密剣士（TBS / 宣弘社）
  - 第二部 忍法甲賀衆 第2話「忍法隠蓑」（1963年） - 斎藤蔵人
  - 第五部 忍法風摩一族 第9話「忍秘忍び狩」、10話「忍秘忍び無惨」（1963年） - 柘植三平
- ポーラ名作劇場 / 幻のタンゴ（1963年、NET）
- ゼロ戦黒雲隊 第1話「ゼロ戦登場」（1964年、NET / 東映）
- 新・自由学校（1965年、THK）
- 甲州遊侠伝 俺はども安 第4話「おりは受難」（1965年、CX / 国際放映）
- 大衆名画座 人形佐七捕物帳 第6話「鶴の千番」（1965年、NHK） - 豊川春麿
- 東京警備指令 ザ・ガードマン 第21話「黄金の牙」（1965年、TBS / 大映テレビ室）
- 黄色い風土（1965年 - 1966年、NET / 東映）
- 土曜日の虎 第6話、第7話「黒いドック（前編、後編）」（1966年、TBS / 大映テレビ室）
- ウルトラシリーズ（TBS / 円谷プロ）
  - ウルトラQ 第18話「虹の卵」（1966年） - トラック運転手
  - ウルトラマン 第13話「オイルSOS」（1966年） - 神奈川県警刑事
  - ウルトラセブン（1967年 - 1968年） - マナベ参謀
- 快獣ブースカ 第30話「スピード銃に気をつけろ!」（1967年、NTV / 円谷プロ） - 鬼山先生
- 特別機動捜査隊（NET / 東映）
  - 第319話「おんなのブルース」（1967年） - 田宮刑事（立石班）
  - 第341話「夕映えの中に」（1968年） - 文岡課長
  - 第364話「女でない女」（1968年） - 串田
  - 第369話「晩秋の女」（1968年） - 伍一
  - 第379話「決斗」（1969年） - 定次
  - 第385話「ブルーボーイ」（1969年） - 建設会社部長・近藤
  - 第402話「海は知っている」（1969年） - 大森
  - 第411話「アバンチュールの女」（1969年） - 営業部長
  - 第413話「麻薬」（1969年） - 堀
  - 第435話「一郎とマリ」（1970年） - 横川
  - 第436話「蟻の町」（1970年） - 松木
  - 第439話「同姓同名」（1970年） - 清田刑事
  - 第444話「愛の巡礼」（1970年） - 松本刑事
  - 第456話「ハイビスカスの女」（1970年） - 伊藤
  - 第459話「裸の狂演」（1970年） - 大庭
  - 第465話「ある団地夫人の場合」（1970年） - 貝塚
  - 第474話「血の鎖」（1970年） - 横山
  - 第480話「砕けた赤いダイヤ」（1971年） - 樽部
  - 第492話「ちぎれた愛」（1971年） - 増田
  - 第503話「純愛の海」（1971年） - 植留
  - 第508話「狂った夏」（1971年） - 大岡
  - 第517話「涙の季節風」（1971年） - 伊集院
  - 第529話「日本の悲劇」（1971年） - 吉岡
  - 第531話「わが作戦破れたり」（1972年） - 坂井刑事
  - 第545話「汚れた太陽」 (1972年)　-　加賀田
  - 第581話「蒼い性」（1972年）- 庄司雅夫
  - 第609話「子は誰がために泣く」（1973年）- 牛山
  - 第794話「ある受験生の詩」(1977年） - 上田先生
- ライオン奥様劇場 / 女の背信（1968年、CX）
- 怪奇大作戦 第6話「吸血地獄」（1968年、TBS / 円谷プロ） - 矢ヶ部刑事
- 東京バイパス指令 第15話「黄金に手を出すな」（1969年、NTV / 東宝）
- 五番目の刑事 第24話「白い花びらのブルース」（1970年、NET / 東映） - 川合
- 鬼平犯科帳（NET / 東宝） 
  - 第1シリーズ（1969-70年）
    - 第20話「山吹屋お勝」- 弥吉
    - 第31話「女の毒」- 両国の源兵衛
    - 第55話「深川、千鳥橋」- 鈴鹿の弥兵次

  - 第2シリーズ 第10話「隠居金七百両」（1971年） - 薬師の半平
- 大忠臣蔵 第20話「哀しき士情」（1971年、NET / 三船プロ） - 北村嘉助
- 人形佐七捕物帳 第19話「女虚無僧」（1971年） - 番頭嘉兵衛
- 天皇の世紀 第一部 第11話「決起」（1971年、ABC / 国際放映） - 益田右衛門介
- ミラーマン 第22話「月面怪獣キング・ワンダーとの死闘」（1972年、CX / 円谷プロ） - 医師
- 火曜日の女シリーズ / ある朝、突然に…（1972年、NTV）- 和田
- 大河ドラマ（NHK）
  - 国盗り物語（1973年） - 公卿
  - 春の波涛（1985年） - 梶木
  - 春日局（1989年） - 医師
- ワイルド7 第17話「やさぐれ非常線」（1973年、NTV / 国際放映） - 西城刑事
- 荒野の用心棒 第3話「兇弾は女地獄に炸裂して…」（1973年、NET / 三船プロ） - 志村
- 風の中のあいつ 第4話「駿河の海に吠えろ」（1973年、TBS / 渡辺企画） - 鮫島の甚五郎
- スーパーロボット レッドバロン 第23話「宇宙からの挑戦状」 - 第26話「鉄面党デビラーの最後」（1973年、NTV / 宣弘社） - 矢沢博士
- 太陽にほえろ! （NTV / 東宝）
  - 第94話「裏切り」（1974年） - 飯野（中光産業部長）
  - 第134話「正義」（1975年） - 加藤
  - 第186話「復讐」（1976年） - 弁護士
  - 第418話「ルポライター」（1980年） - 大丸工務店社長
  - 第469話「東京・鹿児島・大捜査線」、第470話「鹿児島・東京・大捜査線」（1981年） - 鹿児島県警捜査本部長
  - 第549話「ボギーとマミー」（1983年）- 村田刑事（松川署）
- 大都会 闘いの日々 第18話「少年」（1976年、NTV / 石原プロ） - 前尾寛次郎（日比谷学園理事長）
- NHK特集（NHK）
  - 明治の群像 海に火輪を 第7話「陸奥宗光（後編）」（1976年） - 伊東巳代治
  - 日本の戦後 第6話「くにのあゆみ 戦後教育の幕あき」（1977年） - 今村清見
- 同心部屋御用帳 江戸の旋風II 第11話「古い傷あと」（1976年、CX / 東宝）
- 恐竜戦隊コセイドン 第36話「恐竜大脱走・寄生植物の恐怖」（1979年、12ch / 円谷プロ） - 稲田博士
- 大江戸捜査網 第471話「天下を狙う闇将軍」（1980年、12ch / 三船プロ）
- 西部警察シリーズ（ANB / 石原プロ）
  - 西部警察 第81話「愛と炎のメロディー」（1981年） - 大倉隆三
  - 西部警察 PART-II（1982年 - 1983年） - 高松（沖田刑事の主治医）
    - 第3話「生命ある限り」（1982年）
    - 第8話「暁の決断」（1982年）
    - 第30話「別離のラストフライト」（1983年）

  - 西部警察 PART-III 第5話「生命果つるとも」、第6話「沖田刑事・絶唱!」（1983年） - 高松（沖田刑事の主治医）
- ドラマスペシャル / 父の詫び状（1986年、NHK）
- 松田聖子のスイートメモリーズ（1987年、TBS）
- ドラマスペシャル / 北の海峡（1988年、NHK）
- 連続テレビ小説 / かりん（1993年、NHK）
- 憲法はまだか 第1部「象徴天皇」（1996年、NHK）

### 映画
- 激動の昭和史 軍閥（1970年、東宝 / 監督：堀川弘通） - 杉村陸軍報道部長
- 学園祭の夜 甘い経験（1970年、東宝 / 監督：堀川弘通） - 医師
- 春来る鬼（1989年、松竹 / 監督：小林旭） - 北の浜の老名

## 出演作品（声優）

### 吹き替え

#### 担当俳優
- ウィルフォード・ブリムリー
  - コクーン（ベンジャミン・ラケット）
  - コクーン2/遥かなる地球（ベンジャミン・ラケット）※テレビ朝日版
  - 殺人鬼（マローン）※テレビ朝日版
  - ナチュラル（ポップ・フィッシャー）※テレビ朝日版
  - レモ/第1の挑戦（ハロルド・スミス）※テレビ朝日版

#### 映画
- 愛情物語（レオ・ライスマン）
- 悪魔の棲む家（デラニー神父〈ロッド・スタイガー〉）
- アニマル大戦争（タッカー）
- アラバマ物語（テイラー裁判長〈ポール・フィックス〉）※テレビ朝日版
- アラビアのロレンス（ブライトン大佐〈アンソニー・クエイル〉）※日本テレビ版
- 荒鷲の要塞（カーナビー将軍）※日本テレビ旧録版、（ターナー大佐）※日本テレビ新録版
- ある愛の詩（シェイプリー）※日本テレビ版
- アンツィオ大作戦（レスリー将軍〈アーサー・ケネディ〉）※NET版
- インディ・ジョーンズ/最後の聖戦（ヘンリー・ジョーンズ〈ショーン・コネリー〉）※ソフト版
- インテリア（アーサー〈E・G・マーシャル〉）
- 宇宙からのメッセージ（自家用宇宙船船長の声）
- 駅馬車（ヘンリー・ゲートウッド）※テレビ朝日版
- エクソシスト（キンダーマン刑事〈リー・J・コッブ〉）※TBS版
- エル・ドラド（ケヴィン・マクドナルド〈R・G・アームストロング〉）※フジテレビ版
- エルマー・ガントリー/魅せられた男（ビル・モーガン〈ディーン・ジャガー〉）
- オール・ザット・ジャズ（ジョンジー・ヘクト）※LD版
- 狼たちの影（ジョン・キンスデール〈ジョージ・ケネディ〉）
- 片腕ドラゴン（カン）※テレビ朝日版
- カンタヴィル家の亡霊（サイモン卿〈ジョン・ギールグッド〉）
- 奇跡の人（校長先生）
- 恐怖と戦慄の美女（チェスター・ラムジー医師〈ジョージ・ゲインズ〉）
- 空軍大戦略（テオドール・オステルカンプ）
- グレートレース（ヘンリー・グッドボディ〈アーサー・オコンネル〉）
- グレイストーク -類人猿の王者- ターザンの伝説（グレイストーク伯爵〈ラルフ・リチャードソン〉）※TBS版
- 黒い罠（ハワード・フランク〈ウィリアム・タネン〉）
- クロコダイル・ダンディー（サム・チャールトン）※フジテレビ版ー
- 激戦地（ファン・レイロー〈クルト・ユルゲンス〉）※日本テレビ版
- 個人教授（父）※日本テレビ版
- この胸のときめき（マーティ・オライリー〈キャロル・オコナー〉）
- ゴルゴ13 九竜の首（課長刑事）
- 最後の航海（ウォルシュ〈エドモンド・オブライエン〉） ※日本テレビ版
- さよならコロンバス（パティムキン〈ジャック・クラグマン〉）
- ジェット・パイロット（ジョージ・リヴァース）
- 地獄のコマンド（キャシディ〈エディ・ジョーンズ〉）
- 史上最大の作戦（コータ准将〈ロバート・ミッチャム〉）※日本テレビ版
- 死亡遊戯（ジム・マーシャル〈ギグ・ヤング〉）
- ジャイアンツ（ホーレス・リントン〈ポール・フィックス〉）※テレビ朝日版
- シャラコ（ヘンリー・クラーク〈アレクサンダー・ノックス〉）
- 十二人の怒れる男（3番陪審員〈リー・J・コッブ〉）※日本テレビ版、（6番陪審員〈エドワード・ビンズ〉）※テレビ朝日版
- 重犯罪特捜班/ザ・セブン・アップス（マックス・ケリッシュ）※テレビ朝日版
- スーパー・マグナム（ベネット〈マーティン・バルサム〉）※テレビ朝日版
- スカイ・ライダーズ（ニコリディス署長〈シャルル・アズナヴール〉）
- 頭上の敵機（ハーヴィ・ストーヴァル少佐〈ディーン・ジャガー〉）※テレビ朝日版
- スター・ウォーズ エピソード4/新たなる希望（オーウェン・ラーズ〈フィル・ブラウン〉）※日本テレビ1985年版
- スター・ウォーズ エピソード5/帝国の逆襲（オビ＝ワン・ケノービ〈アレック・ギネス〉）※テレビ朝日版
- スター・ファイター（エンデュラン）
- スティング（ウィリアム・スナイダー警部補〈チャールズ・ダーニング〉）※日本テレビ版
- 素晴らしきヒコーキ野郎（ローンズレー卿〈ロバート・モーレイ〉）※NHK版
- 西部の王者（フレデリチ上院議員）
- セルピコ（シドニー・グリーン〈ジョン・ランドルフ〉）
- 戦艦シュペー号の最後（グアニ外務大臣）※フジテレビ版
- 戦争と平和 ※テレビ朝日版
- そして誰もいなくなった（アンドレ・サルヴェ将軍〈アドルフォ・チェリ〉）
- 卒業（ミスター・ロビンソン〈マーレイ・ハミルトン〉）※TBS版
- ダーティ・ダンシング（マックス・ケラーマン）※フジテレビ版
- ダーティハリー4（ジャニングス署長〈パット・ヒングル〉）
- 大脱走（バートレット少佐〈リチャード・アッテンボロー〉[11]）※フジテレビ版
- 大脱走2（チャーチル〈ロナルド・レイシー〉）
- 007/ゴールドフィンガー（M〈バーナード・リー〉）※日本テレビ版
- タワーリング・インフェルノ（ロバート・ラムジー市長）※フジテレビ版
- 地中海殺人事件（ケネス・マーシャル）
- デューン/砂の惑星（スフィル・ハワト〈フレディ・ジョーンズ〉）※テレビ朝日版
- デリンジャー（メルヴィン・パーヴィス〈ベン・ジョンソン〉）※TBS版
- テレフォン（マルチェンコ大佐〈アラン・バデル〉）
- 逃走迷路（フィリップ・マーティン）※日本テレビ版
- 特攻サンダーボルト作戦（ダニエル・クーパー〈マーティン・バルサム〉）
- 突破口!（メイナード・ボイル〈ジョン・ヴァーノン〉）
- 飛べ!フェニックス（ルー・モラン〈リチャード・アッテンボロー〉）※フジテレビ版
- ドラゴン怒りの鉄拳（警察署長）※テレビ朝日版
- ドラブル（エドワード・ジュリアン〈ジョセフ・オコナー〉）
- ドリームスケープ（大統領〈エディ・アルバート〉）
- ドンファン（ジャック・ミックラー〈マーロン・ブランド〉）
- 尼僧物語（ヴァン・デル・マル博士〈ディーン・ジャガー〉）※テレビ朝日版
- ニューヨーク1997（アメリカ合衆国大統領〈ドナルド・プレザンス〉）
- ハイランダー 悪魔の戦士（フランク・モラン〈アラン・ノース〉）
- 八点鐘が鳴るとき（チャーンレイ卿〈デレク・ボンド〉）※日本テレビ版
- パットン大戦車軍団（アルフレート・ヨードル独陸軍大将）※日本テレビ新録版
- バニシング（部長刑事〈アドルフォ・チェリ〉）
- バンデットQ（創造主〈ラルフ・リチャードソン〉）
- ビッグ・ガン（ドン・マリアーノ）※テレビ朝日版
- ビバリーヒルズ・コップ（ハバード）※テレビ朝日版
- ヒンデンブルグ（マックス・プルス〈チャールズ・ダーニング〉）※日本テレビ版
- ファイブ・イージー・ピーセス（カール〈ラルフ・ウェイト〉）
- ファイヤーフォックス（ケネス・オーブリー〈フレディ・ジョーンズ〉）※TBS版
- 4Dマン（ロイ〈ロバート・ストラウス〉）
- 武器よさらば（ガリ神父〈アルベルト・ソルディ〉）
- プライベート・ベンジャミン（テディ・ベンジャミン〈サム・ワナメイカー〉）
- 北京の55日（ヤン・ルー将軍〈レオ・ゲン〉）
- ベルサイユのばら（レニエ・ド・ジャルジェ〈マーク・キングストン〉）
- ベン・ハー（バルサザール、グラタス総督）※フジテレビ版
- ポセイドン・アドベンチャー2（ウィルバー〈カール・マルデン〉）※TBS版
- 炎の少女チャーリー（アーブ・マンダーズ〈アート・カーニー〉）
- Mr.Boo!インベーダー作戦（MTV会長）
- ミッドナイト・エクスプレス（ハミドゥ〈ポール・L・スミス〉）
- メカニック（ハリー・マッケンナ〈キーナン・ウィン〉）
- 猛獣大脱走（ブラウン警部）
- 山猫（ピローネ神父〈ロモロ・ヴァリ〉）※テレビ朝日旧録版
- ヤングガン（タンストール〈テレンス・スタンプ〉）
- ヤング・シャーロック/ピラミッドの謎（ナレーション / ジョン・H・ワトスン（老齢）〈マイケル・ホーダーン〉）※フジテレビ版
- 遊星からの物体X（医師コッパー〈リチャード・ダイサート〉）
- 夕べの星（アーサー・コットン〈ベン・ジョンソン〉）
- 四つの願い（フィッツパトリック卿）
- 夜の大捜査線（ビル・ギレスピー〈ロッド・スタイガー〉）※日本テレビ版
- ライアンの娘（チャールズ・ショーネシー〈ロバート・ミッチャム〉）
- 理由なき反抗（レイ・フレミック警部補〈エドワード・プラット〉）※テレビ朝日版、（フランク・スターク〈ジム・バッカス〉[12]）※TBS版
- レイダース/失われたアーク《聖櫃》（マーカス・ブロディ〈デンホルム・エリオット〉）※日本テレビ版
- レマゲン鉄橋（カール・シュミット大尉〈ハンス・クリスチャン・ブレヒ〉、フォン・スターマー元帥）※テレビ東京旧録版
- ロジャー・ムーア/冒険野郎（フライシャー〈ラインハルト・コルデホフ〉）※TBS版
- ロング・グッドバイ（ロジャー・ウェイド〈スターリング・ヘイドン〉）

#### ドラマ
- アガサ・クリスティ カリブ海殺人事件（少佐〈ゼイクス・モカエ〉）
- アメリカン・ヒーロー #9（ジェラルド・ストッカー将軍）、#17（ヘンダーソン議員）、#35（ハリー・デヴィッドソン）
- アルフ #18（ウォーレン・ブルーム〈アール・ボーエン〉）
- インディ・ジョーンズ/若き日の大冒険（ベタン）
- 宇宙大作戦『死の楽園』（エリアス・サンバドル〈フランク・オバートン〉
- 女刑事キャグニー&レイシー（チャーリー・キャグニー〈ショーン・コネリー〉[1]）
- 警察署長（メルヴィン・トーマス署長）
- 刑事コロンボ ルーサン警部の犯罪（マーク・デービス〈バート・レムゼン〉）
- 刑事スタスキー&ハッチ シーズン1 #6（デヴィッド・デラノ）、#12（アンディ・ウィルキンス〈ケネス・トビー〉）、#17（イグナシアス神父〈カール・ベッツ〉）
- 刑事ロニー・クレイブン（ジェームズ・ゴドボルト）
- ケインとアベル（ピーター・パーフィット）
- こちらブルームーン探偵社 シーズン2 #4（ビゲロー/スローン）
- ザ・スタンド（グレン・ベイトマン〈レイ・ウォルストン〉）
- ジグザグ（イーサン・アーケン〈ラルフ・ベラミー〉）
- シャーロック・ホームズの冒険
  - 六つのナポレオン（パパ・ヴェヌーチ）
  - バスカビル家の犬（フランクランド）
- 将軍 SHŌGUN（デラクア大司祭〈アラン・バデル〉）
- スパイ大作戦
  - 核弾頭を奪え（レコード屋、給仕、テレビの声）
  - トリック（ジャック・コール）
  - 暗殺計画に便乗しろ（サイバート医師）
  - 黒の壊滅命令（前編）（ジミー・ビーボー）
  - 欺瞞作戦（ビンセント）
  - プルトニウム240（トーゲン）
  - 海の底で口を割れ!（サドナー大佐）
  - スパイ狩り（ポレット）
  - 銃殺（司令官）
  - 対決! ハスラーの決戦（シャーキー）
  - 殺人請負人（ミッチェル）
- SOAP ソープ（ロナルド・マルー）
- 第三次世界大戦（トーマス・マッケナ大統領〈ロック・ハドソン〉）
- 地上最強の美女たち!チャーリーズ・エンジェル
  - シーズン1 #13（ジョン・カムデン）、#15（アントン・ラビッチ〈アルバート・ポールセン〉）
  - シーズン2 #22（リーランド・スウィナートン）
  - シーズン3 #8（エディ・コッブ）
- 地上最強の美女バイオニック・ジェミー シーズン1 #3（ジャック・スターキー〈アンディ・グリフィス〉）
- 超音速攻撃ヘリ エアーウルフ
  - シーズン1 #9（セコウ・ロガナ大統領）
  - シーズン2 #16（マリウス・グズマン前大統領）
  - シーズン3 #7（ルー・ステープルフォード〈ウィリアム・ウィンダム〉）、#20（ウェルドン・ロシター）
- 電撃スパイ作戦 #8（グレッグソン〈マーティン・ボディ〉、#13（ハードウィック〈トニー・スピードマン〉）、#17、#18（ダンカン少佐〈ウィリアム・スクアイア〉）、#24
- 逃亡者 #116（ウナワ〈アイバン・ディクソン〉）
- 特捜刑事マイアミ・バイス
  - シーズン1 #14（ラオ・リー将軍〈ケイ・ルーク〉）
  - シーズン3 #7（ジェイク・ピアソン〈ウィリー・ネルソン〉）
- Dr.刑事クインシー（クインシー〈ジャック・クラグマン〉）
- 特攻野郎Aチーム シーズン4 #1（レナード・モーデンテ判事〈ダナ・エルカー〉）
- フェーム/青春の旅立ち シーズン1 #14（ティム・オバニオン〈アート・カーニー〉）
- 不思議の国のアリス（紙の紳士〈スティーヴ・アレン〉）
- プリズナーNo.6 皮肉な帰還（大佐）
- 冒険野郎マクガイバー（ピーター・ソーントン〈ダナ・エルカー〉）
- 名探偵ポワロ ※NHK版
  - なぞの盗難事件（トミー・メイフィールド）
  - なぞの遺言書（アンドルー・マーシュ〈マーク・キングストン〉）
- 勇気（ピート〈ヴァル・エイヴリー〉）
- ルーツ（ジョン・レイノルズ〈ローン・グリーン〉）※ソフト版
- ロンサム・ダブ（ポー・カンポ）

#### 海外人形劇
- キャプテン・スカーレット
  - 無人機をストップ!（アジア連合事務総長）
  - 北部地球防衛軍あやうし!（ワード将軍）
  - タイムを追え!（ターナー博士）
- ジョー90
  - 北海のミサイル回収（コヴァック司令官）
  - ジャングル死の脱出
  - 決死のスピードレース（テンペスト将軍）

### テレビアニメ
- タイムパトロール隊オタスケマン（1980年）
- 姿三四郎（1981年、村井半助）
- 太陽の使者 鉄人28号（1981年、アルファ）
- キャッツ・アイ（1983年）
- ルパン三世 PARTIII（1984年、バンコ）
- 青春アニメ全集「春琴抄」（1986年）
- アニメひみつの花園（1991年）
- 3丁目のタマ うちのタマ知りませんか?（1993年）

### 劇場アニメ
- FUTURE WAR 198X年（1982年、クツーゾフ第一副首相）
- ゲゲゲの鬼太郎 最強妖怪軍団!日本上陸!!（1986年、チー[13][14]）
- 湘南爆走族（1986年）
- リトルツインズ ぼくらの夏が飛んでいく（1992年、チタム）

### OVA
- TAMA&FRIENDS 3丁目物語（1989年）
- リトルツインズ（1992年、チタム）

### ラジオドラマ
- アドルフに告ぐ（1993年、TBSラジオ） - ゲラルド・カウフマン
- ブラック・ジャック 第5回「人生という名のSL」（1994年、TBSラジオ）
- 青春アドベンチャー / イカロスの誕生日（2000年、NHK-FM）

### ナレーション
- 大奥の女たち（1971年、CX）